# Musiktheater Panevėžys
Das Musiktheater Panevėžys (lit. Panevėžio muzikinis teatras) ist ein Opernhaus in Panevėžys, Litauen.

## Geschichte
Ab 1960 gab es in Panevėžys eine Laienoperettentruppe, gegründet von dem Komponisten und Dirigenten Mykolas Karka  (1892–1984).  Das Musiktheater wurde am 17. Dezember 1993 gegründet. Als erstes Stück kam am 17. Dezember 1994 das Musikmärchen „Girių karaliai“ (von D. Valionis) zur Aufführung. Der Regisseur war V. Kupšys, der Dirigent war Vidmantas Kapučinskas, beteiligt war der Maler J. Pilkauskas. 2001 wurde das Theater eine öffentliche Anstalt.
Die Ballettmeister waren Vytautas Murauskas und D. Mockienė. Die Ballett-Truppe bestand aus Ugnė Zanevičiūtė-Audejeva, Rasa Urbonavičienė, Viktoras Budrevičius, D.Vilniškis.

## Leitung
- Nerijus Jakštonis (* 1988), Direktor
- Vidmantas Kapučinskas (* 1951), Oberdirigent
- Nerijus Petrokas (* 1960),  Regisseur
- Alfredas Kondratavičius (* 1944), Regisseur und Ballettmeister